# Markiesje
Das Markiesje ist eine nicht FCI anerkannte Hunderasse aus den Niederlanden.

## Herkunft und Geschichtliches
Der Hundetyp „Markiesje“ blickt auf eine lange Tradition zurück; schon auf Bildern des 17. und 18. Jahrhunderts sind Hunde dieses Aussehens zu finden. Mitte der 1970er Jahre begannen einige Züchter, sich der Hunderasse, die drohte in Vergessenheit zu geraten, anzunehmen und gründeten die Interessengemeinschaft Vereniging voor Liefhebbers van het Markiesje. 1999 würdigte der Niederländische Züchterverband Raad van Beheer op Kynologisch gebied in Nederland diese Bemühungen mit der Anerkennung als Niederländische Hunderasse. Das Zuchtbuch wurde allerdings bis heute offen gehalten, um weiter Zuchttiere aufzunehmen, die dem Rassenstandard entsprechen, aber noch nicht offiziell registriert waren.

## Beschreibung
Das Markiesje ist ein sehr vielseitiger Hund. Obwohl er inoffiziell der FCI Gruppe 9 (Gesellschaftshunde) zugeordnet wird, ist er ein sportlicher Hund, der auch gerne gefordert werden will, beispielsweise mit Agility, Dogdancing oder Flyball. Im Standard wird eine Idealgrösse von 37 cm für Rüden und 35 cm für Hündinnen gefordert, wobei eine Abweichung von 3 cm nach unten und 2 cm nach oben toleriert wird. Er wird sechs bis acht Kilogramm schwer. Mittellanges schwarzes, anliegendes, glänzendes Fell, auch mit weißen Abzeichen, kleiden den Hund. Die weißen Abzeichen dürfen dabei laut Rassestandard nicht mehr als 40 % betragen. Braune Fellfarbe ist beim Markiesje erlaubt, aber eher unerwünscht. Die Ohren werden leicht abstehend zum Kopf hängend getragen. Die Läufe sind gut befedert.

## Wesen
Der Markiesje ist ein „solider“ Hund, der keine besonderen Ansprüche an den Besitzer stellt. Verträglich mit anderen Hunden und anderen Haustieren fügt er sich gut in die häusliche Gemeinschaft ein.